# Spirinchus thaleichthys
Spirinchus thaleichthys es un pez de la familia Osmeridae que se encuentra en varios estuarios y lagos de la costa norte del océano Pacífico en América del norte. Su característica más distintiva son las largas aletas pectorales que alcanzan casi hasta la base de las aletas pélvicas.  Su nombre popular es longfin smelt. Se encuentra cerca de la orilla, en bahías y estuarios y asciende por los arroyos costeros para desovar. Cuando se encuentra en agua salobre y salada se alimenta de pequeños crustáceos. Es una especie de pez anádromo amenazado en California. Esta e suna especia amenazada y una preocupación para los científicos. Existe un programa de cultivo para criar y recuperar y conservar esta especie.